# Ciclobarbital
Ciclobarbitalul este un derivat barbituric, fiind utilizat ca sedativ-hipnotic. Este utilizat de obicei în asociere cu diazepamul (în Rusia) pentru tratamentul insomniilor. Calea de administrare disponibilă este cea orală.